# 고스트 헌터: 얼음 몬스터의 부활
《고스트 헌터: 얼음 몬스터의 부활》(Ghosthunters: On Icy Trails)는 2015년 공개된 독일, 오스트리아, 아일랜드 가족, 판타지 영화이다. 토비 바우만이 감독을 맡았다.

## 등장인물
- 마일로 파커 - 톰 톰슨 / 톰 톤스키 역
- 앙케 엥겔케 - 헤티 큐민시드 / 헤드윅 커멜사프트 역
- 바스티안 파스테카 - 휴고 목소리 역
- 카롤리네 헤어퍼스 - 홉킨스 / 프라우 역
- 크리스티안 트라미츠 - 그레고리 / 그레고르 역
- 크리스티안 울멘 - 필 / 틸 역
- 줄리아 코쉬츠 - 페트리샤 톰슨 / 페트리샤 톰스키 역
- 루비 O. 피 - 로라 톰슨 / 로라 톰스키 역
- 에이미 휴버먼 - 에밀리 역
- 라라 폴마이어 - 소니아 역
- 패트릭 몰레켄 - 해리 역

한국 성우
- 방연지 - 톰 역
- 채안석 - 휴고 역
- 조경아
- 백성식
- 조연우
- 김나율
- 최윤정

## 평가

### 수상
- 2015년 제53회 히혼국제영화제 후보 앙팡테러블 토비 바우먼